# Centro Federal de Readaptación Social Número 2 Occidente
Das Centro Federal de Readaptación Social Número 2 Occidente, volkstümlich Puente Grande, befindet sich in Puente Grande südöstlich der Landeshauptstadt Guadalajara im mexikanischen Bundesstaat Jalisco. Es ist eines von drei Hochsicherheitsgefängnissen, die durch die mexikanische Regierung verwaltet werden. 
Eines der Hauptprobleme des Gefängnisses ist die permanente Überbelegung. In seinen insgesamt vier Strafanstalten sitzen mehr als 12.000 Häftlinge ein.
Bekannte Häftlinge sind José de Jesús Méndez alias „El Chango“, einer der Gründer der Familia Michoacana, und Alfredo Beltrán Leyva „El Mochomo“, einer der Bosse des Beltrán-Leyva-Kartells.
Der international bekannteste Häftling von Puente Grande war Joaquín Guzmán „El Chapo“, Boss des Sinaloa-Kartell. Ihm gelang am 19. Januar 2001 eine spektakuläre Flucht, an der Teile des Gefängnispersonals mutmaßlich beteiligt waren.